# Distretto di Tanta
Il distretto di Tanta è uno dei trentatré distretti della provincia di Yauyos, in Perù. Si trova nella regione di Lima e si estende su una superficie di 347,15 chilometri quadrati.
Istituito il 2 febbraio 1956, ha per capitale la città di Tanta.